# بريان أوليفيرا
بريان أوليفيرا (بالإسبانية: Bryan Olivera)‏ (11 مارس 1994 في الولايات المتحدة - ) هو لاعب كرة قدم أوروغواني في مركز الوسط. لعب مع نادي فلومينينسي ولوس انجلوس غالاكسي 2 وأوتاوا فيوري.

## وصلات خارجية
- بريان أوليفيرا على موقع قاعدة بيانات كرة القدم.إي يو (الإنجليزية)
- بريان أوليفيرا على موقع Soccerway.com (الإنجليزية)